# 未完成的羅斯福肖像

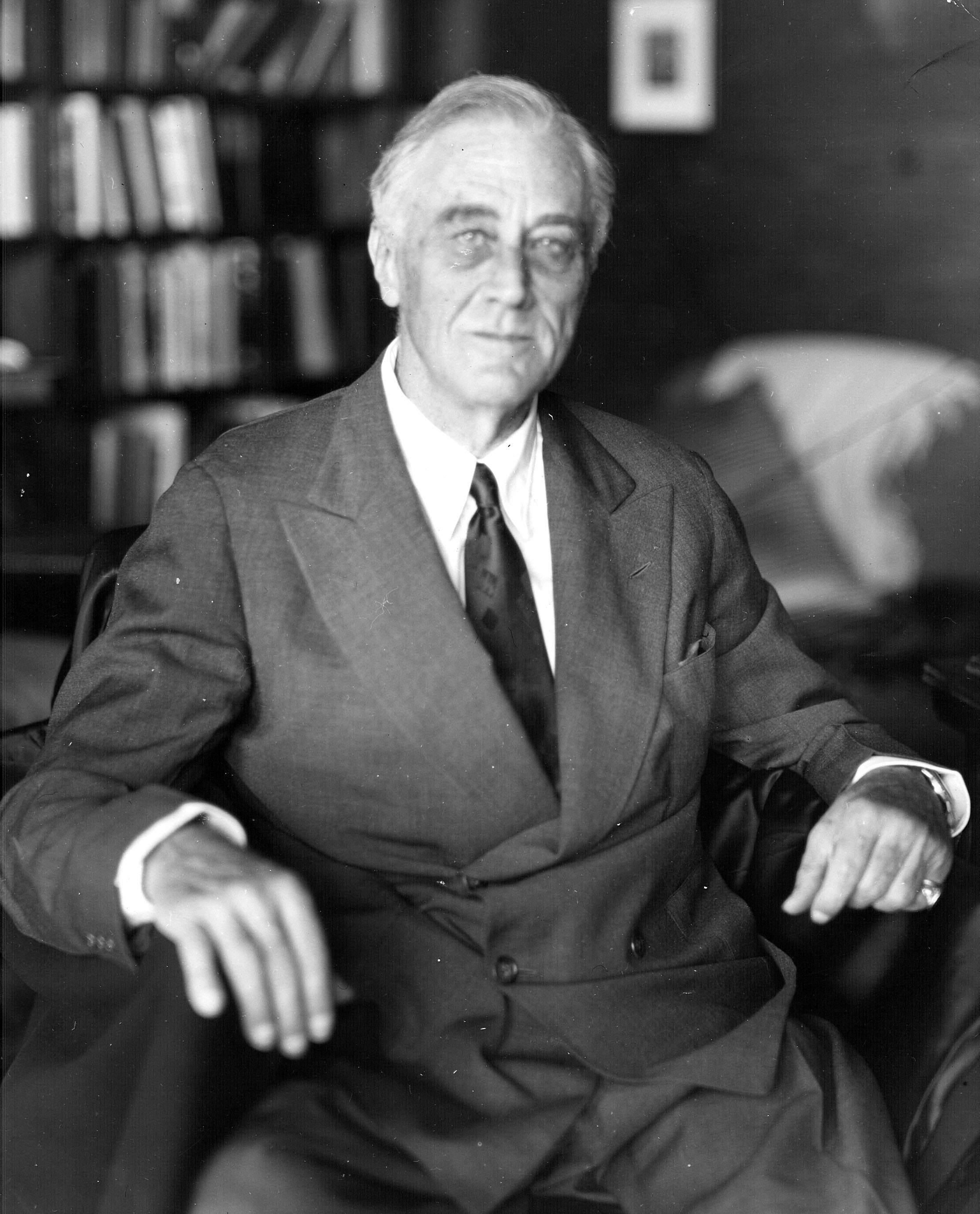
罗斯福生前的最后一张相片，由尼古拉斯·罗宾斯於1945年4月11日（即罗斯福去世的前一天）拍摄于小白宮

未完成的罗斯福肖像是美國第32任總統富兰克林·德拉诺·罗斯福臨死前，由画家伊麗莎白·邵曼托夫为其描绘的水彩畫。1945年4月12日中午，舒馬托夫受命為羅斯福總統畫像，並開始為其繪製。午餐時，羅斯福總統抱怨頭痛，隨後昏倒在地。羅斯福於當天晚些時候逝世，死因為腦溢血（中風）。
邵曼托夫自此再也沒能完成這幅水彩肖像畫作品，這幅未完成的肖像畫掛在羅斯福的靜修所：佐治亞州南部沃姆斯普林斯的小白宮。邵曼托夫後來根據記憶畫了一幅大體相同的新畫像，懸掛在未完成的肖像畫旁。

## 歷史
1943年，畫家伊麗莎白·邵曼托夫（Elizabeth Shoumatoff）的朋友兼客戶，同時也是富兰克林·德拉诺·罗斯福的婚外情人露西·默塞尔·拉瑟弗德（Lucy Mercer Rutherfurd）對她說：
“你真的應該畫一幅總統的畫像。他有一張如此引人注目的臉，迄今為止還沒有一幅畫能夠表現出他的本容，我想如果是你的話應該可以為他畫一幅惟妙惟肖的肖像畫，他也是一位值得被你畫出來的有趣之人！在一切都被安排好的情況下，你會考慮接受這份委託嗎？”
經過兩週的思考後，邵曼托夫最終同意花兩天的時間來為羅斯福創作肖像畫，拉瑟弗德在這之後開始為其進行準備工作。邵曼托夫事後談到協議時說：“我仿佛陷入了既不渴求也沒有計劃過的事情中。”接著她坦白自己因無法拒絕被总统委员会選入的榮譽而接受了這份委託。

## 創作
伊麗莎白·邵曼托夫於1945年4月12日中午開始為總統畫像工作。在肖像畫創作期間，羅斯福說：“我的後腦痛得要命。”隨即昏倒在椅子前，並被攙扶進臥室。總統的主治醫生、心臟病專家霍華德·布魯恩（Howard Bruenn）經過診斷後判斷其病症為大量腦溢血（中風）。羅斯福自此之後再也沒能恢復意識，並於當天下午3時35分被宣告死亡。邵曼托夫自此之後再也沒能對這幅水彩肖像畫作品創作完畢。
這幅未完成的肖像畫如今懸掛在佐治亞州南部沃姆斯普林斯的小白宮：羅斯福總統生前的別墅，同時也是其病逝的地點。
後來，邵曼托夫為紀念羅斯福總統，創作了一幅大體相同的新水彩畫像。但有所區別的是，原來紅色的領帶，在新畫像中變成了藍色。其他方面基本與原畫作保持一致。